# Alwin Karl Haagner
 (février 2016).
Si vous disposez d'ouvrages ou d'articles de référence ou si vous connaissez des sites web de qualité traitant du thème abordé ici, merci de compléter l'article en donnant les références utiles à sa vérifiabilité et en les liant à la section « Notes et références ».
Alwin Karl Haagner est un ornithologue sud-africain, né en 1880 et mort en 1962.
Il travaille pour le Transvaal Museum à partir de 1906 où il commence à former une riche collection ornithologie. Haagner quitte le muséum en 1911 où il est remplacé par Austin Roberts (1883-1948). Il devient le directeur du Jardin zoologique de Pretoria. Il s’intéresse au Parc national Kruger et joue un rôle important dans les travaux conduisant au National Parks Acts de 1926. 
En 1909, il nomme l'espèce Sheppardia gunningi, rouge-gorge de Gunning en honneur de son collègue, Jan Willem Boudewijn Gunning.
Il est l’auteur de Sketches of South African Bird-Life.

## Publications

### Ouvrages
- (en) Alwin Karl Haagner et Ivy, R. H., Sketches of South African bird-life, Londres, R. H. Porter, 1908, 321 p. (DOI 10.5962/bhl.title.18268, lire en ligne)

### Articles
- (en) Gunning, J. W. B. et Haagner, A. K., « On the South African species of Centropus », South African Journal of Natural History, vol. 4, no 1,‎ 1908, p. 36-37
- (en) Gunning, J. W. B. et Haagner, A. K., « A check list of the birds of South Africa », South African Journal of Natural History, vol. 2 (supplément),‎ 1910, p. 71-156[1].